# 클린 인디아

클린 인디아(Clean India)는 인도의 모디 총리가 추진하는 화장실 짓기 프로젝트이다.

## 역사
인도 13억 명 중에 6억 명(농촌 5.5억 명 포함)은 집에 화장실이 없다. 전세계에 9억 명이 야외에서 볼일을 보는데 인도가 그중 60%를 차지한다. 야외 배설이 주요 원인인 전염병으로 연간 5세 이하 어린이 약 12만 명이 사망하고 있다.
2014년 10월 나렌드라 모디 총리가 "인도 전역에 화장실 1억 110만 개를 짓겠다"고 선언했다. 4년 반 만에 인도 전역에 무려 9000만 개의 화장실이 새로 지어졌다.
클린 인디아의 목표는 인도를 "노상 배변 없는 나라(Open Defecation Free)"로 만들겠다는 것이다. 예산 200억 달러(약 22조 4040억 원)가 투입될 것이다.
모디 총리는 지난 2014년 '인도 독립의 아버지' 마하트마 간디의 탄생 150주년인 2019년 10월까지 야외에서의 배설 행위를 모두 없애겠다고 공표했다.
2015년 5월 18일, 나렌드라 모디 총리가 국빈 방한했다. 박근혜 대통령과의 정상회담에서, 새마을운동이 모디 총리의 '클린인디아 캠페인' 비전을 달성하는데 실질적으로 기여할 수 있다는데 의견을 같이했다.
매일 들판에 나가서 대소변을 해결하기 때문에, 동네 남자들이 이웃 여자를 강간, 윤간하는 사례가 많다. 인도가 강간 천국, 강간공화국으로 불리는 이유이다.

## 영화
클린 인디아의 일환으로 인도에서는 "화장실 없는 남자에겐 시집가지 말자"라는 캠페인까지 펼쳐지고 있다.
2017년 발리우드 영화 화장실: 러브스토리도 이러한 내용이다. 30억 루피(473억 4,000만 원)의 흥행성적을 기록하며 큰 인기를 끌었으며, 클린인디아 캠페인 확산에도 큰 공을 세웠다.

## 문제점
정부 주도로 각 가정에 설치한 화장실의 문제점은, 상하수도가 없어서, 냄새가 엄청나기 때문에, 99%가 사용을 하지 않는다는 점이다. 그래서 인도의 대부분의 가정은 소 똥을 말린 연료를 화장실에 모아두어, 창고로 사용한다.

## 세계 화장실의 날
유엔은 2013년 싱가포르의 제안으로 매년 11월 19일을 세계 화장실의 날로 지정했다. 이 작업을 주도한 마크 네오 유엔 싱가포르 대사는 세계화장실기구(WTO)의 창립자로 개발도상국 위생 사업을 펼쳐온 인물이다.
전세계에서 인도처럼 화장실 개혁에 힘쓰는 나라가 중국이다. 2015년 4월 "공중화장실 개선 3개년 계획"을 수립해 2018년 여름까지 총 7만 개의 공중화장실을 짓거나 리모델링했다. 시진핑 주석은 "관광지의 열악한 화장실을 개선하기 위해 화장실 혁명을 추진하라"고 지시했다.